# John Slonczewski
John Casimir Slonczewski (* 26. Juli 1929 in New York City; † 31. Mai 2019 in Katonah) war ein US-amerikanischer  Festkörperphysiker, der für IBM forschte.
Slonczewski studierte am Worcester Polytechnic Institute mit dem Bachelor-Abschluss 1950 und wurde 1955 an der Rutgers University in Physik promoviert. Ab 1955 war er am Thomas J. Watson Research Center von IBM in Yorktown Heights in New York. Dort blieb er bis zu seinem Ruhestand 2002 (außer Sabbatjahr-Aufenthalte am europäischen Forschungslabor von IBM in Rueschlikon bei Zürich 1965/66, 1970/71 und 1987).
Er befasste sich mit der Theorie von Graphit-Bändern, dem dynamischen Jahn-Teller-Effekt, strukturellen Phasenübergängen und insbesondere mit Magnetismus: magnetische Anisotropie, Dynamik von Bubble-Domänen, Magnetwiderständen (Magnetischer Tunnelwiderstand, MTR), Spin-Transfer-Moment zwischen magnetischen Filmen, die durch Tunnelbarrieren oder metallische Abstandshalter getrennt sind (Magnetic Tunnel Junctions, MTJ), Dynamik magnetischer Wirbel und Austauschwechselwirkung zwischen magnetischen Filmen. Einige dieser Forschungen waren wichtig für die Entwicklung magnetischer Speicher und zeitweise leitete Slonczewski dazu bei IBM Forschungsgruppen aus Theoretikern und Experimentatoren.
In jüngster Zeit forschte er über thermisch-angetriebenen Spin-Transfer.
2013 erhielt er den Oliver E. Buckley Condensed Matter Prize für die Vorhersage des Spin-Transfer-Moments und Begründung des Gebietes der Strom-induzierten Kontrolle über magnetische Nanostrukturen (Laudatio). 2012 erhielt er den IEEE Magnetics Society Achievement Award und er erhielt einen IBM Outstanding Achievement Award. 2006 erhielt er den IUPAP Magnetism Award and Néel Medal.
Er war Fellow der American Physical Society und Mitglied auf Lebenszeit des Institute of Electrical and Electronics Engineers (IEEE).